# Juris Šics
Juris Šics (* 26. dubna 1983 Sigulda, Sovětský svaz) je lotyšský sáňkař, který závodí v kategorii dvojic společně se svým bratrem Andrisem. Dvakrát startovali na olympijských hrách, v roce 2006 na hrách v Turíně obsadili 7. místo, o čtyři roky později na hrách ve Vancouveru vybojovali stříbrnou medaili. Je také držitelem dvou bronzových medailí z mistrovství světa a dvou zlatých a jedné bronzové z mistrovství Evropy, vše ze závodů družstev.